# Marc Gasol
Marc Gasol celým jménem Marc Gasol i Saéz (29. ledna 1985, Barcelona, Španělsko) je španělský profesionální basketbalista. V současnosti hraje v zámořské NBA za tým Los Angeles Lakers a v reprezentaci Španělska. Hraje na pozici 5. Vysoký je 216 cm a váží 121 kg. Jeho bratrem je starší a slavnější bratr Pau Gasol.

## Mladí a začátky
Narodil se 29. ledna 1985 v Barceloně, v Katalánsku, autonomní části Španělského království. V mládí pobýval v tomto městě a obdivoval slavný klub FC Barcelona. Později odešel s rodiči do USA, do státu Tennessee, kde vystudoval střední školu. Bylo to v době, kdy jeho starší bratr Pau odešel hrát do NBA za Memphis, který získal jeho práva od Atlanty Hawks. Právě do Memphisu se přestěhoval tým NBA Vancouver Grizzlies. Po ukončení studií se vrátil do rodného Španělska, třebaže jeho rodiče stále žijí v Germantownu v Tennessee. Po maturitě hrál ACB-Ligu za Regal FC Barcelona. Po světovém mistrovství v roce 2006 odešel do Akasvayu Girona, v jejímž dresu se stal v roce 2008 MVP Španělské ligy.

## Kariéra v NBA

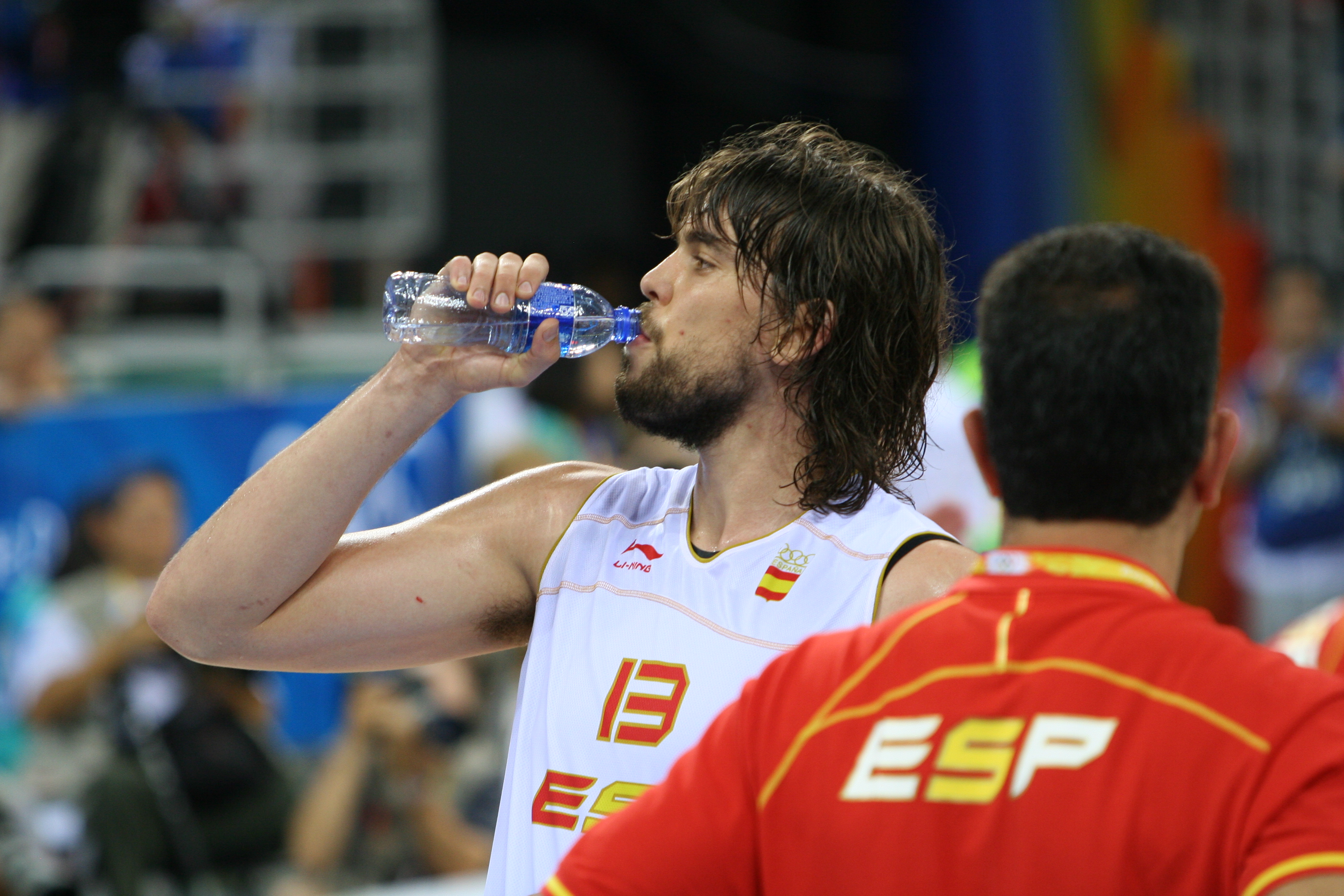
Marc Gasol (Peking, 2008)

Byl draftován ve 2. kole jako celkově 48. v draftu roku 2007 a to týmem Los Angeles Lakers. Ten jeho práva následně vytrejdoval do Memphisu v trejdu, jehož součástí byl přestup jeho bratra do Lakers. Stal se tak jediným hráčem v historii NBA, jenž byl vyměněn za svého bratra. 23. ledna 2008 pak oficiálně podepsal smlouvu s Grizzlies. Hned v první sezoně za oceánem zlomil týmový rekord svého bratra v úspěšnosti střelby z pole. Zaznamenal jako nováček v deseti po sobě jdoucích zápasech 10 a více bodů. V následujících ročnících se stal nepostradatelným článkem sestavy týmu jako startující centr. Trenér Hollins na něm hodně stavěl. Také zásluhou Gasola došli Grizzlies v roce 2011 až do finále Západní konference, kde však padli s týmem Oklahomy 2-4 v sérii. Svými výkony zastínil zraněnou superhvězdu Rudyho Gaye[zdroj?]. V dalším ročníku si svými výkony vysloužil nominaci do All-Star Game v Orlandu, kde nahradil svého zraněného bratra. O rok později pak dokonce vyhrál NBA Defensive Player of the year Award, tedy cenu pro nejlepšího obránce soutěže. V posledním ročníku vedl tým v počtu doskoků a odehraných minut na zápas. V posledních dvou sezonách se stal členem NBA-All Defensive Teamu voleného trenéry celé ligy. Před touto sezonou se očekává podepsání nové smlouvy a setrvání v klubu.

## Reprezentace
Poprvé v národním dresu hrál na světovém šampionátu v Japonsku v roce 2006, kde po boku svého bratra získal zlatou medaili. Další úspěch přišel o rok později,kdy doma ve Španělsku získal stříbro na mistrovství Evropy. Na olympiádě v Pekingu získal olympijské stříbro, v roce 2009 pak zlato a titul mistra Evropy v Polsku. Na dalším ME v Litvě 2011 opět získal zlato a již druhý titul evropského šampiona. V roce 2012 získal druhé stříbro na olympijských hrách, tentokráte v Londýně. V loňském roce na mistrovství Evropy ve Slovinsku získal bronzovou medaili a stal se členem All-Star Teamu turnaje. Za Španělsko hrál také na MS 2010 v Turecku, kde Španělé skončili na šestém místě. V reprezentaci nosí číslo 13 a na zádech nosí pouze své křestní jméno Marc.

## Osobní život
Marc je ženatý. V roce 2011 si vzal svou přítelkyni Cristinu Blesu, považovanou za jednu z nejkrásnějších žen ve Španělsku[zdroj?]. Je mladším bratrem Paua Gasola, hráče Chicago Bulls.